# Astragalus floccosus
Astragalus floccosus — вид квіткових рослин з родини бобових (Fabaceae). Ареал охоплює такі країни: Іран.

## Середовище
Це багаторічний нелазячий чагарник, який переважно зустрічається в лісостепах та пустельних улоговинах, хоча також зустрічається в гірських степах та змішаних лісах. Повідомлялося про його зростання на глині з гранітного піску, вулканічних відслоненнях та лавовому піску на повному сонці. Немає відомих серйозних загроз для цього виду.